# Fédération internationale du contrôle automatique
Pour les articles homonymes, voir IFAC.
La Fédération internationale du contrôle automatique (anglais : International Federation of Automatic Control, sigle: IFAC), fondée en septembre 1957 en France,, est une fédération multinationale de 52 organisations nationales membres, chacune représentant les associations d'ingénierie ou scientifiques concernées par le contrôle automatique ou la régulation.

## Présentation
L'objectif de la Fédération est de promouvoir la science et les technologies du contrôle au sens le plus large dans tous les domaines, que ce soit, par exemple, l'ingénierie, La physique, la biologie, le social ou l'économie. L'IFAC s'intéresse également à l'impact des technologies de la régulation dans la société.
La Fédération poursuit son but en organisant des réunions techniques, par des publications et par tout autre moyen conforme à sa constitution et qui améliorera l'échange et la circulation de l'information sur les activités de contrôle automatique.
Ses congrès mondiaux internationaux ont lieu tous les trois ans. Entre les congrès, l'IFAC parraine de nombreux symposiums, conférences et ateliers couvrant des aspects particuliers du contrôle automatique. L'IFAC coopère étroitement avec de nombreuses autres organisations internationales en coparrainant des réunions techniques.

## Comités techniques
Les comités techniques (TC) de l'IFAC sont responsables des domaines techniques couverts par l'IFAC, qui sont des sujets spécialisés dans l'ingénierie de contrôle.
En 2020, les comités techniques (TC) de l'IFAC sont:
- CC 1 - Systèmes et signaux
  - TC 1.1. Modélisation, identification et traitement du signal
  - TC 1.2. Systèmes adaptatifs et d'apprentissage
  - TC 1.3. Événement discret et systèmes hybrides
  - TC 1.4. Systèmes stochastiques
  - TC 1.5. Systèmes en réseau

- CC 2 - Méthodes de conception
  - TC 2.1. Conception de contrôle
  - TC 2.2. Systèmes de contrôle linéaire
  - TC 2.3. Systèmes de contrôle non linéaires
  - TC 2.4. Contrôle optimal
  - TC 2.5. Contrôle robuste
  - TC 2.6. Systèmes à paramètres distribués

- CC 3 - Informatique, cognition et communication
  - TC 3.1. Informatique pour le contrôle
  - TC 3.2. Intelligence informatique dans le contrôle
  - TC 3.3. Télématique: contrôle par réseaux de communication

- CC 4 - Mécatronique, robotique et composants
  - TC 4.2. Systèmes mécatroniques
  - TC 4.3. Robotique
  - TC 4.5. Systèmes homme-machine

- CC 5 - Entreprises de fabrication cyber-physiques
  - TC 5.1. Contrôle de l'usine de fabrication
  - TC 5.2. Gestion et contrôle dans la fabrication et la logistique
  - TC 5.3. Intégration et interopérabilité des systèmes d'entreprise (I2ES)
  - TC 5.4. Systèmes complexes à grande échelle

- CC 6 - Processus et systèmes d'alimentation!électrique
  - TC 6.1. Contrôle des procédés chimiques
  - TC 6.2. Traitement des mines, des minéraux et des métaux
  - TC 6.3. Systèmes électriques et énergétiques
  - TC 6.4. Détection des défauts, supervision et sécurité des procédés techniques-SAFEPROCESS

- CC 7 - Systèmes de transport et de véhicules
  - TC 7.1. Contrôle automobile
  - TC 7.2. Systèmes marins
  - TC 7.3. Aérospatial
  - TC 7.4. Systèmes de transport
  - TC 7.5. Véhicules autonomes intelligents

- CC 8 - Systèmes biologiques et écologiques
  - TC 8.1. Contrôle en agriculture
  - TC 8.2. Systèmes biologiques et médicaux
  - TC 8.3. Modélisation et contrôle des systèmes environnementaux
  - TC 8.4. Biosystèmes et bioprocédés

- CC 9 - Systèmes sociaux
  - TC 9.1. Systèmes économiques, commerciaux et financiers
  - TC 9.2. Impact social de l'automatisation
  - TC 9.3. Contrôle pour les villes intelligentes
  - TC 9.4. Contrôle de l'éducation
  - TC 9.5. Technologie, culture et stabilité internationale (TECIS)

## Présidents
Les présidents successifs de l'IFAC sont:
- 1957-1958 Harold Chestnut ( USA) ✝
- 1958-1960 Aleksander M. Letov ( URSS) ✝
- 1960-1963 Eduard Gerecke ( Suisse) ✝
- 1963-1966 John F. Coales ( GBR) ✝
- 1966-1969 Pawel J. Nowacki ( Pologne) ✝
- 1969-1972 Victor Broida ( France) ✝
- 1972-1975 John C. Lozier ( USA) ✝
- 1975-1978 Uolevi A. Luoto ( Finlande) ✝
- 1978-1981 Yoshikazu Sawaragi ( Japon) ✝
- 1981-1984 Tibor Vamos ( Hongrie)
- 1984-1987 Manfred Thoma ( Allemagne) ✝
- 1987-1990 Boris Tamm ( URSS) ✝
- 1990-1993 Brian D.O. Anderson ( Australie)
- 1993-1996 Stephen J. Kahne ( USA)
- 1996-1999 Yong-Zai Lu ( Chine)
- 1999–2002 Pedro Albertos ( Espagne)
- 2002-2005 Vladimir Kucera ( Tchéquie)
- 2005-2008 Wook Hyun Kwon ( Corée du Sud)
- 2008-2011 Alberto Isidori ( Italie)
- 2011-2014 Ian Craig ( Afrique du Sud)
- 2014-2017 Janan Zaytoon ( France)
- 2017-2020 Frank Allgöwer ( Allemagne)
- 2020-2023 Hajime Asama ( Japon)
- 2023-2026 Dongil “Dan” Cho ( Corée du Sud)

## Publications officielles
Les publications officielles de l'IFAC sont Automatica, Control Engineering Practice, Annual Reviews in Control, Journal of Process Control, Engineering Applications of Artificial Intelligence, Journal of Mechatronics, Nonlinear Analysis: Hybrid Systems et IFAC Journal of Systems and Control